# (200321) 2000 GU4
(200321) 2000 GU4 es un asteroide perteneciente al cinturón de asteroides descubierto el 5 de abril de 2000 por el equipo del Lincoln Near-Earth Asteroid Research desde el Laboratorio Lincoln, Socorro, Nuevo México, Estados Unidos.

## Designación y nombre
Designado provisionalmente como 2000 GU4.

## Características orbitales
2000 GU4 está situado a una distancia media del Sol de 2,348 ua, pudiendo alejarse hasta 2,907 ua y acercarse hasta 1,789 ua. Su excentricidad es 0,237 y la inclinación orbital 25,39 grados. Emplea 1314,90 días en completar una órbita alrededor del Sol.

## Características físicas
La magnitud absoluta de 2000 GU4 es 16,4. 